# 松本健次郎 (競泳選手)
松本 健次郎（まつもと けんじろう、1943年9月23日 - ）は、日本の元競泳選手。大分県出身。1964年東京オリンピック日本代表。

## 経歴
佐伯市立大入島中学校、大分県立佐伯鶴城高等学校、早稲田大学卒。
1964年東京オリンピック選考会兼日本選手権の100m平泳ぎで2位・200m平泳ぎでは優勝し、オリンピック代表に選出された。1964年東京オリンピックでは200m平泳ぎに出場し、準決勝敗退となった。
1968年メキシコシティーオリンピック選考会兼日本選手権の100m平泳ぎ・200m平泳ぎで2位に入ったが、年度内の大会で好記録を出していた田口信教と選考会で優勝した鶴峯治が代表に選出され、松本は落選した。